# Kasteel De Breidels
Kasteel de Breidels is een kasteel in de West-Vlaamse plaats Oostkamp, gelegen aan Breidels 1.

## Geschiedenis
Het kasteel werd omstreeks 1846 gebouwd in opdracht van Irénée Peers, die toen burgemeester van Waardamme was. Het was een kasteel in neogotische stijl. In 1888 kwam het aan Edouard Peers, die in 1896 de achternaam Peers de Nieuwburgh ging voeren.
Tijdens de Eerste Wereldoorlog brandde het kasteel af. In 1919 kwam het aan Albert Peers de Nieuwburgh. Deze huurde Kasteel de Cellen totdat een nieuw kasteel, naar ontwerp van Octave Flanneau, gereedkwam. Dit ontwerp was geïnspireerd op het Kasteel van Cheverny. In 1925 trok Albert hier in. In 1934 werd hij verheven tot baron, maar in 1937 stierf hij. Toen kwam het kasteel aan diens zoon Thierry Peers de Nieuwburgh. Deze overleed in 1978, waarop een groot deel van het domein werd verkocht en verkaveld.

## Gebouw
Het gebouw is een compact geheel met een inspringende voorgevel, in een imitatie-Lodewijk XV-stijl. De inrichting zou zijn verzorgd door Georges Ysabie.

## Park
Bij het kasteel liggen een aantal perken in streng symmetrische Franse tuinstijl. Het park verderop is meer geïnspireerd door de Engelse landschapsstijl.